# Maud Kennedy
 (mai 2015).
Si vous disposez d'ouvrages ou d'articles de référence ou si vous connaissez des sites web de qualité traitant du thème abordé ici, merci de compléter l'article en donnant les références utiles à sa vérifiabilité et en les liant à la section « Notes et références ».
Pour les articles homonymes, voir Kennedy.
Maud Kennedy (ou simplement Maude) est une actrice pornographique française née le 13 mars 1973.

## Biographie
Son petit côté bourgeoise coincée a très vite trouvé écho auprès des réalisateurs français au milieu des années 1990.
Elle a également tourné sous d'autres pseudos, comme Anais, Anita, Dana Jobber, Karine Mylene, Lolli Fixen, Marina Menotti, Maud, Moode Kennedy, Moude Sinclair.
Au début des années 2000, elle a aussi joué dans des téléfilms érotiques français comme Laure ou une sensuelle rencontre (2003) ou Delphine ou les plaisirs simples qui font les secondes parties de soirée d'abord de M6, puis des chaînes de la TNT, TMC et NT1.

## Filmographie
Elle a tourné dans plus de cinquante films, dont :
- 1999 : Clinique privée de Jenny Forte
- 2000 : Sapho 11
- 2001 : Intimes connexions de Bruno Garcia
- 2001 : Drôles de jeux de Benjamin Beaulieu
- 2001 : Troublantes visions de Benjamin Beaulieu
- 2001 : Jeunes filles gourmandes de Jenny Forte
- 2001 : Charles et ses drôles des femmes de Stan Lubrick
- 2002 : Delphine ou les plaisirs simples de Bruno Costes
- 2002 : Étranges exhibitions de Benjamin Beaulieu et Laurent Levy
- 2003 : Laura ou une sensuelle rencontre de Bruno Costes : Laure
- 2004 : Une inaccessible séductrice (autre titre : Blandine ou La nouvelle guerre des sexes) de Bruno Costes